# WTA 125 2025
Il WTA 125 2025 è il secondo livello professionistico di tennis femminile, dopo il WTA Tour 2025. Per il 2025 è stato costituito da quarantesette tornei, il montepremi per torneo è di 115 000 $.

## Calendario

### Gennaio
| Settimana   | Torneo                                                                                                 | Campionesse                                | Finaliste                         | Semifinaliste                 | Eliminate ai quarti                                                |
| ----------- | --- | ------------------------------------------ | --------------------------------- | ----------------------------- | ------------------------------------------------------------------ |
| 30 dicembre | Workday Canberra International Canberra, Australia $164,000 – Cemento – 32S/32Q/16D Singolare – Doppio | Aoi Itō 6-4, 6-3                           | Wei Sijia                         | Nuria Párrizas Díaz Alex Eala | Oksana Selechmet'eva Nina Stojanović Simona Waltert Taylah Preston |
| 30 dicembre | Workday Canberra International Canberra, Australia $164,000 – Cemento – 32S/32Q/16D Singolare – Doppio | Jaimee Fourlis Petra Hule 7–5, 4–6, [10–6] | Darja Semeņistaja Nina Stojanović | Nuria Párrizas Díaz Alex Eala | Oksana Selechmet'eva Nina Stojanović Simona Waltert Taylah Preston |

### Febbraio
| Settimana   | Torneo                                                                                | Campionesse                                      | Finaliste                             | Semifinaliste                            | Eliminate ai quarti                                               |
| ----------- | ------------------------------------------------------------------------------------- | ------------------------------------------------ | ------------------------------------- | ---------------------------------------- | ----------------------------------------------------------------- |
| 3 febbraio  | L&T Mumbai Open Mumbai, India $115,000 – Cemento – 32S/16Q/16D Singolare – Doppio     | Jil Teichmann 6-3, 6-4                           | Mananchaya Sawangkaew                 | Maaya Rajeshwaran Revathi Rebecca Marino | Shrivalli Bhamidipaty Mei Yamaguchi Lanlana Tararudee Mai Hontama |
| 3 febbraio  | L&T Mumbai Open Mumbai, India $115,000 – Cemento – 32S/16Q/16D Singolare – Doppio     | Amina Anšba Elena Pridankina 7-6(4), 2-6, [10-7] | Arianne Hartono Prarthana Thombare    | Maaya Rajeshwaran Revathi Rebecca Marino | Shrivalli Bhamidipaty Mei Yamaguchi Lanlana Tararudee Mai Hontama |
| 10 febbraio | Cancún Tennis Open Cancún, Messico $115,000 – Cemento – 32S/8Q/16D Singolare – Doppio | Emiliana Arango 6-2, 6-1                         | Carson Branstine                      | Francesca Jones Maya Joint               | Iryna Šymanovič Séléna Janicijevic Solana Sierra Katarzyna Kawa   |
| 10 febbraio | Cancún Tennis Open Cancún, Messico $115,000 – Cemento – 32S/8Q/16D Singolare – Doppio | Maya Joint Taylah Preston 6-4, 6-3               | Aliona Bolsova Yvonne Cavallé Reimers | Francesca Jones Maya Joint               | Iryna Šymanovič Séléna Janicijevic Solana Sierra Katarzyna Kawa   |

### Marzo
| Settimana | Torneo | Campionesse                                       | Finaliste                         | Semifinaliste                         | Eliminate ai quarti                                                 |
| --------- | --- | ------------------------------------------------- | --------------------------------- | ------------------------------------- | ------------------------------------------------------------------- |
| 17 marzo  | Megasaray Hotels Open 1 Adalia, Turchia $115,000 – Terra rossa – 32S/16Q/16D Singolare – Doppio                        | Anca Todoni 6-3, 6-2                              | Leyre Romero Gormaz               | Clara Burel Maja Chwalińska           | Chloé Paquet Arantxa Rus Victoria Jiménez Kasintseva Elsa Jacquemot |
| 17 marzo  | Megasaray Hotels Open 1 Adalia, Turchia $115,000 – Terra rossa – 32S/16Q/16D Singolare – Doppio                        | Maja Chwalińska Anastasia Dețiuc 4-6, 6-3, [10-2] | Jesika Malečková Miriam Škoch     | Clara Burel Maja Chwalińska           | Chloé Paquet Arantxa Rus Victoria Jiménez Kasintseva Elsa Jacquemot |
| 24 marzo  | Megasaray Hotels Open 2 Adalia, Turchia $115,000 – Terra rossa – 32S/16Q/16D Singolare – Doppio                        | Olga Danilović 6-2, 6-3                           | Victoria Jiménez Kasintseva       | Oksana Selechmet'eva Veronika Erjavec | Simona Waltert Tamara Zidanšek María Carlé Jéssica Bouzas Maneiro   |
| 24 marzo  | Megasaray Hotels Open 2 Adalia, Turchia $115,000 – Terra rossa – 32S/16Q/16D Singolare – Doppio                        | María Carlé Simona Waltert 3-6, 7-5, [10-3]       | Maja Chwalińska Anastasia Dețiuc  | Oksana Selechmet'eva Veronika Erjavec | Simona Waltert Tamara Zidanšek María Carlé Jéssica Bouzas Maneiro   |
| 24 marzo  | Puerto Vallarta Open Puerto Vallarta, Messico $115,000 – Cemento – 32S/16Q/8D Singolare – Doppio                       | Jaqueline Cristian 7-5, 6-4                       | Linda Fruhvirtová                 | Rebeka Masarova Heather Watson        | Tatjana Maria Maddison Inglis Marina Stakusic Maya Joint            |
| 24 marzo  | Puerto Vallarta Open Puerto Vallarta, Messico $115,000 – Cemento – 32S/16Q/8D Singolare – Doppio                       | Hanna Chang Christina McHale 2-6, 6-2, [10-7]     | Maya Joint Ena Shibahara          | Rebeka Masarova Heather Watson        | Tatjana Maria Maddison Inglis Marina Stakusic Maya Joint            |
| 31 marzo  | Megasaray Hotels Open 3 Adalia, Turchia $115,000 – Terra rossa – 32S/16Q/16D Singolare – Doppio                        | Solana Sierra 6-3, 6-4                            | Leyre Romero Gormaz               | Astra Sharma Tara Würth               | Anna Bondár Lia Karatančeva Zheng Wushuang Simona Waltert           |
| 31 marzo  | Megasaray Hotels Open 3 Adalia, Turchia $115,000 – Terra rossa – 32S/16Q/16D Singolare – Doppio                        | Anna Bondár Simona Waltert 7-5, 2-6, [10-6]       | Alicia Barnett Elixane Lechemia   | Astra Sharma Tara Würth               | Anna Bondár Lia Karatančeva Zheng Wushuang Simona Waltert           |
| 31 marzo  | Open Internacional Femení Solgironès La Bisbal d'Empordà, Spagna $115,000 – Terra rossa – 32S/8Q/8D Singolare – Doppio | Darja Semeņistaja 5-7, 6-0, 6-4                   | Dalma Gálfi                       | Panna Udvardy Aliona Bolsova          | Eva Lys Alizé Cornet Guiomar Maristany Caroline Werner              |
| 31 marzo  | Open Internacional Femení Solgironès La Bisbal d'Empordà, Spagna $115,000 – Terra rossa – 32S/8Q/8D Singolare – Doppio | Magali Kempen Anna Sisková 7-6(1), 6-1            | Darja Semeņistaja Nina Stojanović | Panna Udvardy Aliona Bolsova          | Eva Lys Alizé Cornet Guiomar Maristany Caroline Werner              |

### Aprile
| Settimana | Torneo                                                                                              | Campionesse                               | Finaliste                             | Semifinaliste                             | Eliminate ai quarti                                                        |
| --------- | --------------------------------------------------------------------------------------------------- | ----------------------------------------- | ------------------------------------- | ----------------------------------------- | -------------------------------------------------------------------------- |
| 14 aprile | Oeiras Ladies Open Oeiras, Portogallo $115,000 – Terra rossa – 32S/16Q/16D Singolare – Doppio       | Dalma Gálfi 4-6, 6-1, 6-2                 | Katie Volynets                        | Varvara Lepchenko Simona Waltert          | Panna Udvardy Elena Pridankina Nina Stojanović Victoria Jiménez Kasintseva |
| 14 aprile | Oeiras Ladies Open Oeiras, Portogallo $115,000 – Terra rossa – 32S/16Q/16D Singolare – Doppio       | Francisca Jorge Matilde Jorge 6-1, 6-2    | Anastasia Dețiuc Patricia Maria Țig   | Varvara Lepchenko Simona Waltert          | Panna Udvardy Elena Pridankina Nina Stojanović Victoria Jiménez Kasintseva |
| 28 aprile | L'Open 35 de Saint-Malo Saint-Malo, Francia $115,000 – Terra rossa – 32S/16Q/16D Singolare – Doppio | Naomi Ōsaka 6-1, 7-5                      | Kaja Juvan                            | Viktorija Golubic Léolia Jeanjean         | McCartney Kessler Katie Volynets Fiona Ferro Elsa Jacquemot                |
| 28 aprile | L'Open 35 de Saint-Malo Saint-Malo, Francia $115,000 – Terra rossa – 32S/16Q/16D Singolare – Doppio | Maia Lumsden Makoto Ninomiya 7-5, 6-2     | Oksana Kalašnikova Angelica Moratelli | Viktorija Golubic Léolia Jeanjean         | McCartney Kessler Katie Volynets Fiona Ferro Elsa Jacquemot                |
| 28 aprile | Catalonia Open Vic, Spagna $115,000 – Terra rossa – 32S/8Q/8D Singolare – Doppio                    | Dalma Gálfi 6-3, 6-0                      | Rebeka Masarova                       | Aljaksandra Sasnovič Oksana Selechmet'eva | Carlota Martínez Círez Kateřina Siniaková Guiomar Maristany Aliona Bolsova |
| 28 aprile | Catalonia Open Vic, Spagna $115,000 – Terra rossa – 32S/8Q/8D Singolare – Doppio                    | Bianca Andreescu Aldila Sutjiadi 6-2, 6-4 | Leylah Fernandez Lulu Sun             | Aljaksandra Sasnovič Oksana Selechmet'eva | Carlota Martínez Círez Kateřina Siniaková Guiomar Maristany Aliona Bolsova |

### Maggio
| Settimana | Torneo                                                                                                   | Campionesse                                        | Finaliste                         | Semifinaliste                         | Eliminate ai quarti                                               |
| --------- | --- | -------------------------------------------------- | --------------------------------- | ------------------------------------- | ----------------------------------------------------------------- |
| 12 maggio | Trophée Clarins Parigi, Francia $115,000 – Terra rossa – 32S/8Q/8D Singolare – Doppio                    | Katie Boulter 3-6, 6-2, 6-3                        | Chloé Paquet                      | Aljaksandra Sasnovič Varvara Gracheva | Amanda Anisimova Julie Belgraver Kamilla Rachimova Elsa Jacquemot |
| 12 maggio | Trophée Clarins Parigi, Francia $115,000 – Terra rossa – 32S/8Q/8D Singolare – Doppio                    | Irina Chromačëva Fanny Stollár 4-6, 7-6(5), [10-5] | Tereza Mihalíková Olivia Nicholls | Aljaksandra Sasnovič Varvara Gracheva | Amanda Anisimova Julie Belgraver Kamilla Rachimova Elsa Jacquemot |
| 12 maggio | Parma Ladies Open presented by Iren Parma, Italia $115,000 – Terra rossa – 32S/8Q/16D Singolare – Doppio | Mayar Sherif 6-4, 6-4                              | Victoria Mboko                    | Simona Waltert Irina-Camelia Begu     | Julija Putinceva Marina Stakusic Anna Bondár Wang Xinyu           |
| 12 maggio | Parma Ladies Open presented by Iren Parma, Italia $115,000 – Terra rossa – 32S/8Q/16D Singolare – Doppio | Jesika Malečková Miriam Škoch 6-2, 6-0             | Sabrina Santamaria Tang Qianhui   | Simona Waltert Irina-Camelia Begu     | Julija Putinceva Marina Stakusic Anna Bondár Wang Xinyu           |

### Giugno
| Settimana | Torneo | Campionesse                                      | Finaliste                                 | Semifinaliste                              | Eliminate ai quarti                                            |
| --------- | --- | ------------------------------------------------ | ----------------------------------------- | ------------------------------------------ | -------------------------------------------------------------- |
| 2 giugno  | Open delle Puglie Bari, Italia $115,000 – Terra rossa – 32S/8Q/8D Singolare – Doppio                        | Anca Todoni 6(4)-7, 6-4, 6-4                     | Anna Bondár                               | Kathinka von Deichmann Nuria Párrizas Díaz | Ana Bogdan Jil Teichmann Iryna Šymanovič Viktorija Tomova      |
| 2 giugno  | Open delle Puglie Bari, Italia $115,000 – Terra rossa – 32S/8Q/8D Singolare – Doppio                        | Marija Kozyreva Iryna Šymanovič 3-6, 6-4, [10-7] | Quinn Gleason Ingrid Martins              | Kathinka von Deichmann Nuria Párrizas Díaz | Ana Bogdan Jil Teichmann Iryna Šymanovič Viktorija Tomova      |
| 2 giugno  | Lexus Birmingham Open Birmingham, Regno Unito $115,000 – Erba – 32S/24Q/16D Singolare – Doppio              | Greet Minnen 6-2, 6-1                            | Linda Fruhvirtová                         | Jessika Ponchet Rebeka Masarova            | Mingge Xu Lucrezia Stefanini Robin Montgomery Kimberly Birrell |
| 2 giugno  | Lexus Birmingham Open Birmingham, Regno Unito $115,000 – Erba – 32S/24Q/16D Singolare – Doppio              | Destanee Aiava Cristina Bucșa 6-4, 6-2           | Alicia Barnett Elixane Lechemia           | Jessika Ponchet Rebeka Masarova            | Mingge Xu Lucrezia Stefanini Robin Montgomery Kimberly Birrell |
| 2 giugno  | Makarska Open Macarsca, Croazia 115000 $ – Terra rossa – 32S/8Q/8D Singolare – Doppio                       | Sára Bejlek 6-0, 6-1                             | Victoria Jiménez Kasintseva               | Maya Joint Lola Radivojević                | Darja Semeņistaja Mayar Sherif Petra Marčinko Mona Barthel     |
| 2 giugno  | Makarska Open Macarsca, Croazia 115000 $ – Terra rossa – 32S/8Q/8D Singolare – Doppio                       | Jesika Malečková Miriam Škoch 2-6, 6-3, [10-4]   | Oksana Kalašnikova Elena Pridankina       | Maya Joint Lola Radivojević                | Darja Semeņistaja Mayar Sherif Petra Marčinko Mona Barthel     |
| 9 giugno  | Città di Grado Tennis Cup Grado, Italia $115,000 – Terra rossa – 32S/8Q/16D Singolare – Doppio              | Tereza Valentová 6-2, 4-6, 6-1                   | Barbora Palicová                          | Petra Marčinko Dominika Šalková            | Veronika Erjavec Tyra Caterina Grant Sinja Kraus Julia Grabher |
| 9 giugno  | Città di Grado Tennis Cup Grado, Italia $115,000 – Terra rossa – 32S/8Q/16D Singolare – Doppio              | Quinn Gleason Ingrid Martins 6-2, 5-7, [10-5]    | Veronika Erjavec Dominika Šalková         | Petra Marčinko Dominika Šalková            | Veronika Erjavec Tyra Caterina Grant Sinja Kraus Julia Grabher |
| 9 giugno  | Lexus Ilkley Open Ilkley, Regno Unito $115,000 – Erba – 32S/24Q/16D Singolare – Doppio                      | Iva Jovic 6-1, 6-3                               | Rebecca Marino                            | Céline Naef Viktorija Golubic              | Alexandra Eala Amarni Banks Talia Gibson Diane Parry           |
| 9 giugno  | Lexus Ilkley Open Ilkley, Regno Unito $115,000 – Erba – 32S/24Q/16D Singolare – Doppio                      | Isabelle Haverlag Simona Waltert 6-1, 6-1        | Vitalija D'jačenko Eden Silva             | Céline Naef Viktorija Golubic              | Alexandra Eala Amarni Banks Talia Gibson Diane Parry           |
| 9 giugno  | BBVA Open Internacional de Valencia Valencia, Spagna $115,000 – Terra rossa – 32S/16Q/8D Singolare – Doppio | Nuria Párrizas Díaz 7-5, 7-6(9)                  | Louisa Chirico                            | Hanne Vandewinkel Gao Xinyu                | Solana Sierra Mona Barthel Iryna Šymanovič Sára Bejlek         |
| 9 giugno  | BBVA Open Internacional de Valencia Valencia, Spagna $115,000 – Terra rossa – 32S/16Q/8D Singolare – Doppio | Marija Kozyreva Iryna Šymanovič 6-3, 6-4         | Yvonne Cavallé Reimers Ángela Fita Boluda | Hanne Vandewinkel Gao Xinyu                | Solana Sierra Mona Barthel Iryna Šymanovič Sára Bejlek         |

### Luglio
| Settimana | Torneo                                                                                            | Campionesse                                   | Finaliste                            | Semifinaliste                                | Eliminate ai quarti                                                   |
| --------- | ------------------------------------------------------------------------------------------------- | --------------------------------------------- | ------------------------------------ | -------------------------------------------- | --------------------------------------------------------------------- |
| 7 luglio  | Nordea Open Båstad, Svezia $115,000 – Terra rossa – 32S/16D Singolare – Doppio                    | Elisabetta Cocciaretto 6-3, 6-4               | Katarzyna Kawa                       | Antonia Ružić Mayar Sherif                   | Lucia Bronzetti Louisa Chirico Dalma Gálfi Darja Semeņistaja          |
| 7 luglio  | Nordea Open Båstad, Svezia $115,000 – Terra rossa – 32S/16D Singolare – Doppio                    | Jesika Malečková Miriam Škoch 6-4, 6-3        | Irene Burillo Berfu Cengiz           | Antonia Ružić Mayar Sherif                   | Lucia Bronzetti Louisa Chirico Dalma Gálfi Darja Semeņistaja          |
| 7 luglio  | Grand Est Open 88 Contrexéville, Francia $115,000 – Terra rossa – 32S/16Q/8D Singolare – Doppio   | Francesca Jones 6-4, 7-6(2)                   | Elsa Jacquemot                       | Oksana Selechmet'eva Petra Marčinko          | Varvara Gracheva Simona Waltert Rebeka Masarova Lola Radivojević      |
| 7 luglio  | Grand Est Open 88 Contrexéville, Francia $115,000 – Terra rossa – 32S/16Q/8D Singolare – Doppio   | Quinn Gleason Ingrid Martins 6-1, 7-6(4)      | Emily Appleton Isabelle Haverlag     | Oksana Selechmet'eva Petra Marčinko          | Varvara Gracheva Simona Waltert Rebeka Masarova Lola Radivojević      |
| 7 luglio  | Hall of Fame Open Newport, Stati Uniti d'America $115,000 – Erba – 32S/16Q/16D Singolare – Doppio | Caty McNally 2-6, 6-4, 6-2                    | Tatjana Maria                        | Carol Zhao Elizabeth Mandlik                 | Sayaka Ishii Alana Smith Talia Gibson Lucrezia Stefanini              |
| 7 luglio  | Hall of Fame Open Newport, Stati Uniti d'America $115,000 – Erba – 32S/16Q/16D Singolare – Doppio | Carmen Corley Ivana Corley 7-6(4), 6-3        | Arianne Hartono Prarthana Thombare   | Carol Zhao Elizabeth Mandlik                 | Sayaka Ishii Alana Smith Talia Gibson Lucrezia Stefanini              |
| 14 luglio | Eupago Porto Open Porto, Portogallo $115,000 – Cemento – 32S/16Q/16D Singolare – Doppio           | Tereza Valentová 6-4, 6-2                     | Lanlana Tararudee                    | Himeno Sakatsume Anna-Lena Friedsam          | Vitalija D'jačenko Gao Xinyu Angelina Voloshchuk Mai Hontama          |
| 14 luglio | Eupago Porto Open Porto, Portogallo $115,000 – Cemento – 32S/16Q/16D Singolare – Doppio           | Carmen Corley Ivana Corley 6-3, 6-1           | Liang En-shuo Peangtarn Plipuech     | Himeno Sakatsume Anna-Lena Friedsam          | Vitalija D'jačenko Gao Xinyu Angelina Voloshchuk Mai Hontama          |
| 14 luglio | ATV Bancomat Tennis Open Roma, Italia $115,000 – Terra rossa – 32S/8Q/8D Singolare – Doppio       | Petra Marčinko 6-3, 4-6, 6-3                  | Oksana Selechmet'eva                 | Tamara Zidanšek Darja Semeņistaja            | Varvara Lepchenko Dalila Spiteri Alisa Oktiabreva Tyra Caterina Grant |
| 14 luglio | ATV Bancomat Tennis Open Roma, Italia $115,000 – Terra rossa – 32S/8Q/8D Singolare – Doppio       | Cho I-hsuan Cho Yi-tsen 4-6, 6-4, [10-6]      | Ekaterine Gorgodze Darja Semeņistaja | Tamara Zidanšek Darja Semeņistaja            | Varvara Lepchenko Dalila Spiteri Alisa Oktiabreva Tyra Caterina Grant |
| 21 luglio | Palermo Ladies Open Palermo, Italia $115,000 – Terra rossa – 32S/16Q/8D Singolare – Doppio        | Francesca Jones 6-3, 6-2                      | Anouk Koevermans                     | Tat'jana Prozorova Julia Grabher             | Hanne Vandewinkel Panna Udvardy Kaitlin Quevedo Tamara Zidanšek       |
| 21 luglio | Palermo Ladies Open Palermo, Italia $115,000 – Terra rossa – 32S/16Q/8D Singolare – Doppio        | Estelle Cascino Feng Shuo 6-2, 6(2)-7, [10-7] | Momoko Kobori Ayano Shimizu          | Tat'jana Prozorova Julia Grabher             | Hanne Vandewinkel Panna Udvardy Kaitlin Quevedo Tamara Zidanšek       |
| 28 luglio | T-Mobile Polish Open Varsavia, Polonia $115,000 – Cemento – 32S/8Q/8D Singolare – Doppio          | Kateřina Siniaková 6-1, 6-2                   | Viktorija Golubic                    | Victoria Jiménez Kasintseva Dominika Šalková | Alina Korneeva Ella Seidel Darija Snihur Kyōka Okamura                |
| 28 luglio | T-Mobile Polish Open Varsavia, Polonia $115,000 – Cemento – 32S/8Q/8D Singolare – Doppio          | Weronika Falkowska Dominika Šalková 6-2, 6-1  | Isabelle Haverlag Martyna Kubka      | Victoria Jiménez Kasintseva Dominika Šalková | Alina Korneeva Ella Seidel Darija Snihur Kyōka Okamura                |

### Settembre
| Settimana    | Torneo | Campionesse | Finaliste | Semifinaliste | Eliminate ai quarti |
| ------------ | --- | ----------- | --------- | ------------- | ------------------- |
| 1 settembre  | Changsha Open Changsha, Cina $115,000 – Terra rossa – 32S/8Q/16D Singolare – Doppio                                        |             |           |               |                     |
| 1 settembre  | Changsha Open Changsha, Cina $115,000 – Terra rossa – 32S/8Q/16D Singolare – Doppio                                        |             |           |               |                     |
| 1 settembre  | Guadalajara 125 Open Guadalajara, Messico $115,000 – Cemento – 32S/8Q/8D Singolare – Doppio                                |             |           |               |                     |
| 1 settembre  | |             |           |               |                     |
| 1 settembre  | Montreux Nestlé Open Montreux, Svizzera $115,000 – Terra rossa – 32S/16Q/8D Singolare – Doppio                             |             |           |               |                     |
| 1 settembre  | |             |           |               |                     |
| 8 settembre  | Huzhou Open Huzhou, Cina $115,000 – Terra rossa – 32S/8Q/16D Singolare – Doppio                                            |             |           |               |                     |
| 8 settembre  | Huzhou Open Huzhou, Cina $115,000 – Terra rossa – 32S/8Q/16D Singolare – Doppio                                            |             |           |               |                     |
| 8 settembre  | Zavarovalnica Sava Ljubljana Lubiana, Slovenia $115,000 – Terra rossa – 32S/8Q/16D Singolare – Doppio                      |             |           |               |                     |
| 8 settembre  | |             |           |               |                     |
| 8 settembre  | Open Internacional de San Sebastián San Sebastián, Spagna $115,000 – Terra rossa – 32S/16Q/8D Singolare – Doppio           |             |           |               |                     |
| 8 settembre  | |             |           |               |                     |
| 15 settembre | Full Protein Caldas da Rainha Ladies Open Caldas da Rainha, Portogallo $115,000 – Cemento – 32S/24Q/16D Singolare – Doppio |             |           |               |                     |
| 15 settembre | Full Protein Caldas da Rainha Ladies Open Caldas da Rainha, Portogallo $115,000 – Cemento – 32S/24Q/16D Singolare – Doppio |             |           |               |                     |
| 15 settembre | Tolentino Open Tolentino, Italia $115,000 – Terra rossa – 32S/16Q/8D Singolare – Doppio                                    |             |           |               |                     |
| 15 settembre | |             |           |               |                     |
| 22 settembre | Jingshan Tennis Open Jingshan, Cina $115,000 – Cemento – 32S/16Q/16D Singolare – Doppio                                    |             |           |               |                     |
| 22 settembre | Jingshan Tennis Open Jingshan, Cina $115,000 – Cemento – 32S/16Q/16D Singolare – Doppio                                    |             |           |               |                     |
| 29 settembre | Internazionali di Calabria Rende, Italia $115,000 – Terra rossa – 32S/16Q/8D Singolare – Doppio                            |             |           |               |                     |
| 29 settembre | Internazionali di Calabria Rende, Italia $115,000 – Terra rossa – 32S/16Q/8D Singolare – Doppio                            |             |           |               |                     |
| 29 settembre | Suzhou Open Suzhou, Cina $115,000 – Cemento – 32S/16Q/16D Singolare – Doppio                                               |             |           |               |                     |
| 29 settembre | |             |           |               |                     |

### Ottobre
| Settimana  | Torneo | Campionesse | Finaliste | Semifinaliste | Eliminate ai quarti |
| ---------- | --- | ----------- | --------- | ------------- | ------------------- |
| 6 ottobre  | Mallorca Women's Championships presented by Ecotrans Group Maiorca, Spagna $115,000 – Terra rossa – 32S/8Q/16D Singolare – Doppio |             |           |               |                     |
| 6 ottobre  | Mallorca Women's Championships presented by Ecotrans Group Maiorca, Spagna $115,000 – Terra rossa – 32S/8Q/16D Singolare – Doppio |             |           |               |                     |
| 6 ottobre  | Olbia Open Olbia, Italia $115,000 – Cemento – 32S/8Q/16D Singolare – Doppio                                                       |             |           |               |                     |
| 6 ottobre  | |             |           |               |                     |
| 13 ottobre | Jinan Open Jinan, Cina $115,000 – Cemento – 32S/16Q/16D Singolare – Doppio                                                        |             |           |               |                     |
| 13 ottobre | Jinan Open Jinan, Cina $115,000 – Cemento – 32S/16Q/16D Singolare – Doppio                                                        |             |           |               |                     |
| 13 ottobre | Abierto Tampico Tampico, Messico $115,000 – Cemento – 32S/16Q/16D Singolare – Doppio                                              |             |           |               |                     |
| 13 ottobre | |             |           |               |                     |
| 20 ottobre | Querétaro Open Querétaro, Messico $115,000 – Terra rossa – 32S/8Q/8D Singolare – Doppio                                           |             |           |               |                     |
| 20 ottobre | Querétaro Open Querétaro, Messico $115,000 – Terra rossa – 32S/8Q/8D Singolare – Doppio                                           |             |           |               |                     |
| 20 ottobre | Torneo Internazionale Città di Rovereto Rovereto, Italia $115,000 – Cemento (i) – 32S/8Q/16D Singolare – Doppio                   |             |           |               |                     |
| 20 ottobre | |             |           |               |                     |

### Novembre
| Settimana   | Torneo                                                                                            | Campionesse | Finaliste | Semifinaliste | Eliminate ai quarti |
| ----------- | ------------------------------------------------------------------------------------------------- | ----------- | --------- | ------------- | ------------------- |
| 3 novembre  | Austin Open Austin, Stati Uniti d'America $115,000 – Cemento – 32S/8Q/8D Singolare – Doppio       |             |           |               |                     |
| 3 novembre  | Austin Open Austin, Stati Uniti d'America $115,000 – Cemento – 32S/8Q/8D Singolare – Doppio       |             |           |               |                     |
| 17 novembre | LP Open by IND Colina, Cile $115,000 – Terra rossa – 32S/8Q/16D Singolare – Doppio                |             |           |               |                     |
| 17 novembre | LP Open by IND Colina, Cile $115,000 – Terra rossa – 32S/8Q/16D Singolare – Doppio                |             |           |               |                     |
| 24 novembre | IEB+ Argentina Open Buenos Aires, Argentina $115,000 – Terra rossa – 32S/8Q/8D Singolare – Doppio |             |           |               |                     |
| 24 novembre | IEB+ Argentina Open Buenos Aires, Argentina $115,000 – Terra rossa – 32S/8Q/8D Singolare – Doppio |             |           |               |                     |
| 24 novembre | Osijek Open Osijek, Croazia $115,000 – Cemento (i) – 32S/16Q/16D Singolare – Doppio               |             |           |               |                     |
| 24 novembre |                                                                                                   |             |           |               |                     |

### Dicembre
| Settimana  | Torneo                                                                                          | Campionesse | Finaliste | Semifinaliste | Eliminate ai quarti |
| ---------- | ----------------------------------------------------------------------------------------------- | ----------- | --------- | ------------- | ------------------- |
| 1 dicembre | Open In Arte Angers Loire Angers, Francia $115,000 – Cemento (i) – 32S/8Q/8D Singolare – Doppio |             |           |               |                     |
| 1 dicembre | Open In Arte Angers Loire Angers, Francia $115,000 – Cemento (i) – 32S/8Q/8D Singolare – Doppio |             |           |               |                     |
| 8 dicembre | Open BLS de Limoges Limoges, Francia $115,000 – Cemento (i) – 32S/8Q/8D Singolare – Doppio      |             |           |               |                     |
| 8 dicembre | Open BLS de Limoges Limoges, Francia $115,000 – Cemento (i) – 32S/8Q/8D Singolare – Doppio      |             |           |               |                     |